# Hodoo娛樂
HODU&U Entertainment（韓語：호두앤유엔터테인먼트）是一家韓國經紀公司，包括藝人管理等。

## 旗下藝人

### 男演員
- 申河均
- 尹相現
- 李善均
- 崔德文
- 朴修榮（朝鲜语：박수영 (1970년)）[1]
- 崔元英（2024年—）[2]
- 李淳元（2025年—）[3]
- 千周安（천주안）
- 朴泰林（박태린）
- 金康宰（김강재）

### 女演員
- 金憓秀
- 田慧振
- 河潤景
- 韓彩琳（한채린）
- 宋宥弦（朝鲜语：송유현 (1983년)）

## 過往藝人
- 朴喜洵
- 朴藝珍
- 金高银
- 張英南
- 金賢秀
- 李秀敬
- 金東英
- 朴孝彬
- 李素胤
- 沈振赫
- 李俊宇（李元錫）
- 吳隆（朝鲜语：오륭）
- 車善玗
- 吳京華
- 姜有皙
- 李星民（—2025年）[4]
- 金倫奭（—2025年）
- 朱鎮模（—2025年）

## 外部連結
- Hodoo Entertainment-BLOG
- Hodoo Entertainment-Post（页面存档备份，存于）
- Hodoo娛樂的Instagram帳戶
- Hodoo娛樂的Facebook專頁
- Hodoo娛樂的X（前Twitter）